# Jerzy Janowicz Mleczko
Jerzy (Jurij) Janowicz Mleczko herbu Doliwa – pisarz ziemski upicki w latach 1604-1623.
Poseł na sejm nadzwyczajny 1613 roku z powiatu upickiego.